# 第二次世界大戦の背景
第二次世界大戦の背景（だいにじせかいたいせんのはいけい）では、1939年に第二次世界大戦が勃発した背景について説明する。
アジア・太平洋での戦争については日中戦争、太平洋戦争も参照。

## 概要

### ヴェルサイユ体制と世界恐慌

ドイツがヴェルサイユ条約によって喪失した領土

ヨーロッパでは、1919年に第一次世界大戦のドイツに関する講和条約であるヴェルサイユ条約が締結され、ヴェルサイユ体制が成立した。ドイツやオーストリアは講和条約において領土の一部を喪失し、その領域は民族自決主義のもとで誕生したポーランド、チェコスロヴァキア、リトアニアなどの領土に組み込まれた。しかしこれらの領域には多数のドイツ系住民が居住しており、少数民族の立場に追いやられたドイツ系住民の処遇の問題は新たな民族紛争の火種となる可能性を持っていた。また、ドイツはヴェルサイユ条約において巨額の戦争賠償を課せられた。1922年フランスが賠償金支払いを要求してルール占領を強行したことにより、ドイツでは社会不安が引き起こされ、ハイパーインフレーションが発生した。
アメリカ合衆国は、1920年代にはイギリスに代わって世界最大の工業国としての地位を確立し、第一次世界大戦後の好景気を謳歌していた。しかし1929年、アメリカ経済は生産過剰に陥り、それに先立つ農業不況の慢性化や合理化による雇用抑制と複合して株価が大暴落、ヨーロッパに飛び火して世界恐慌へと発展した。世界恐慌に対する対応として、英仏両国はブロック経済体制を築き、アメリカはニューディール政策を打ち出してこれを乗り越えようとした。しかし、広大な植民地市場や豊富な資源を持たないドイツやイタリアではこのような解決策を取ることはできなかった。両国の国民は絶望感と被害者意識をつのらせ、ファシズム、ナチズムの運動が勢力を得る下地が形作られた。

### ファシズムの台頭

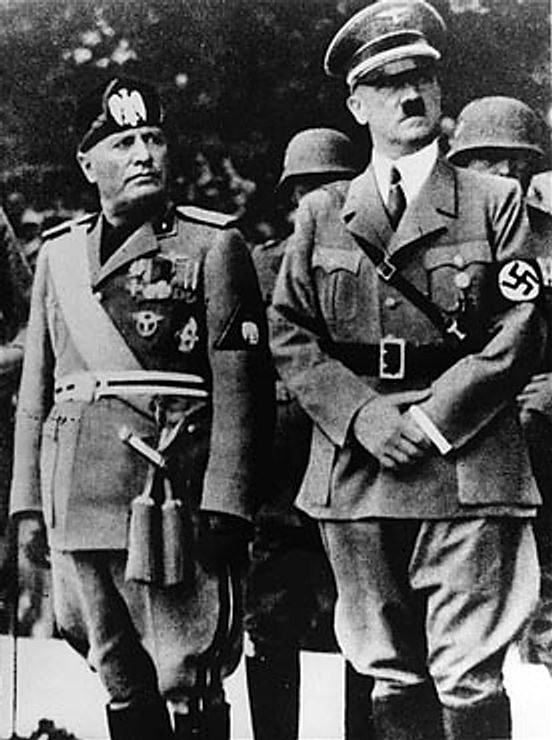
ヒトラーとムッソリーニ

ファシズムの政治体制が最初に形成されたのはイタリアにおいてである。イタリアでは第一次世界大戦直後に経済が悪化し政情不安に陥っていたが、1922年、ファシスト党を率いるベニート・ムッソリーニがローマ進軍を行い、国王ヴィットーリオ・エマヌエーレ3世の協力もあって権力を獲得した。世界恐慌の苦境に際しては、ムッソリーニは1935年のエチオピア侵略に打開策を求め、それが元となってイタリアは1937年に国際連盟及び国際労働機関を脱退した。
ドイツでは1933年、ヴェルサイユ体制の打破とナチズムを掲げるアドルフ・ヒトラーが首相に就任、翌年には総統に就任し独裁的権力を掌握した。ヒトラーは経済的には軍備増強と公共事業により総需要を喚起し世界恐慌を克服した。国際関係では、1933年に国際連盟を脱退、1935年にはヴェルサイユ条約の軍事条項を破棄して再軍備を宣言、1936年にはヴェルサイユ条約で軍隊の駐留が禁止されていたラインラント地方に軍隊を進駐させた。また、ファシスト・イタリアと関係を結び、同様に国際連盟を脱退していた日本との間にも日独防共協定を結んだ。その後これらの3国の関係は日独伊三国軍事同盟へと発展してゆく。
法曹の国粋主義団体としては1924年には国本社、1925年には帝国弁護士会が設立されており、1931年に関東軍の独断による柳条湖事件を契機に満洲事変が勃発し、1933年には国際連盟及び国際労働機関を脱退し、翌年にはワシントン海軍軍縮条約を脱退。司法省は、ナチス・ドイツ関連の論文を発行し始めた。
満洲事変後、中国と日本とは一旦は停戦協定を結ぶものの、1937年に盧溝橋事件、第二次上海事変が発生し日中戦争が勃発した。米英は日本の行動に反発し、日本は次第にナチス・ドイツへの接近を強めていった。
国内情勢は、日英同盟によって、第一次世界大戦の戦勝国側であった日本は、その後のワシントン体制やロンドン海軍軍縮会議等の軍縮の流れに乗らざるを得なかったという事情もあり、軍部には不満をもつ者もいた。
更に1923年の関東大震災や1929年の世界恐慌の影響で国内に大きな打撃を受けていたタイミングで、日本では井上蔵相の下、1930年に金本位制への復帰を宣言してしまう。世界恐慌という事象を甘くみすぎていた事が仇となり、金本位復帰後すぐに国内から正貨が大量に流出した。また、輸出で賄っていた企業は、主要輸出先であるアメリカ等が不況であった為に大打撃を受け、物が売れず、戦前でも最悪のデフレ状態となってしまう。農村では生糸の輸出が主な稼ぎだった家庭も多く、そういった家庭では娘の身売りなどが起き、政府に対する不満は高まっていった。
そんな中、1932年に金本位制をうったえていた井上前蔵相等が右翼団であった血盟団によって襲撃、殺害される血盟団事件が発生。
同年には当時の首相であった犬養毅の自宅や警視庁、変電所、日本銀行等を海軍青年将校が計画的に襲撃、同時に犬養首相らを殺害する五・一五事件が発生。しかしこれらの事件の実行犯は嘆願書等の事由により、軽い刑罰で済んだ。この事が後に軍部の発言力を増す要因になる。1936年には皇道派陸軍青年将校が武力によって政治改革をするため、蔵相高橋是清、内大臣斎藤実らを襲撃し殺害する二・二六事件が発生。同事件は同陸軍により鎮圧されるも、この事件後、皇道派は衰退し、逆に東條英機ら統制派が勢力を伸ばすことになる。
詳しくは同ページの「アジア各国の情勢」を参照のこと。

### 宥和政策とポーランド問題
英仏では、ナチス・ドイツの軍備拡張政策に対して、第一次世界大戦で受けた膨大な損害の反動から国民は平和の継続を求め、また圧力を強めつつあった共産主義およびソビエト連邦にドイツが対抗することを期待して、宥和政策を取ることに終始していた。ヒトラーは、ドイツ周辺の国々におけるドイツ系住民の処遇問題に対しては民族自決主義を主張し、ドイツ人居住地域のドイツへの併合を要求した。オーストリアには第一次世界大戦後ドイツとの一体を望む声がありながら、ドイツの力を殺ぐ目的でサン＝ジェルマン条約にて禁止されていた。しかしオーストリア政府の反対にもかかわらず、1938年3月オーストリア国民の熱狂的とも言える支持のもとオーストリアを併合した。

#### チェコ問題
ヒトラーは、チェコスロバキアのズデーテン地方に狙いを定めた。ズデーデン地方はドイツ系住民が多く居住していた。当時、その数は310万人とされている。
なぜズデーテン地方がチェコ領になっている理由は以下の通りである。
1918年10月28日にドイツ内のチェコスロバキア独立派のエドヴァルド・ベネシュはチェコスロバキアの独立を宣言した。それに対し現地の在住のドイツ人は翌10月29日にドイツ人帝国議会議員が中心として、エーガラントと北ボヘミアに「ドイツ系ボヘミア州」の成立を宣言したものの、チェコ軍団が侵攻を開始し、ドイツ系ボヘミア州政府はドイツへ亡命した。こののちに開かれたパリ講和会議ではアメリカ合衆国は民族自決の概念からドイツへの編入を要望し、オーストリアはチェコへの編入に強く反対していた。しかしフランスの要求が通り、ドイツ系ボヘミア州はチェコスロバキアの領土となることが確定した。この一連のチェコスロバキア政府の行動にヒトラーは納得がいかなかった。そこで英仏との間でヒトラーは強引ともいえる要求と、戦争を避けようとする宥和政策との間で駆け引きが続けられた。1938年9月に開催されたミュンヘン会談で、ネヴィル・チェンバレン英首相とエドゥアール・ダラディエ仏首相は、ヒトラーの要求が最終的なものであることを確認して妥協した。こうしてチェコスロバキア政府の意向は英仏独によって完全に無視され、チェコスロバキアは解体され、ドイツはズデーテン地方を獲得しチェコを保護国とした。この一連の行動で、ハンガリー及びポーランドも領土を獲得した。

#### ダンツィヒ帰属問題
ヒトラーはベルサイユ体制の不当項目解消の最終目的であったダンツィヒを含めた、ポーランド回廊を要求した。当時のダンツィヒは人口の約95％をドイツ人が占め、現地ドイツ人は民族自決の原則に従ってドイツへの帰属を求めていた。このダンツィヒをめぐる外交にはドイツ・イギリス・フランスのほかローマ法王や、ムッソリーニ、ベルギー国王などが参加しており最後にはアメリカのルーズベルトも参加していた。
ヒトラーの要求は各国で合理的な正当性のある要求だと認められていた、ポーランド外相のヨゼフ・ベックらポーランド政府要人は一応要求に一定の理解を示していて、1939年4月の囲い込み政策以前はポーランド回廊に関する実質的合意に至っていたとリッペントロップ外相は1939年8月14日に列国議会同盟会議に参加していた、アメリカ代表のハミルトン・フィッシュ3世との会談で述べていた。しかし、この囲い込み政策によってポーランド軍部が強硬姿勢に転じ、今までの合意はうやむやにされた。このイギリスの行動にヒトラーは態度を一転し、今まで交渉してきた、イギリスとの約束（ドイツは陸軍を30万を条件とし、海軍力も英国の3分の1にするなどの約束）をうやむやにし、急激にイギリスを強く嫌悪し、敵視した。
囲い込み政策に政策を一転させた理由は多々あるが、アメリカの対英仏軍事支援の条約が関係していると考えられている。
囲い込み政策が施行されるとポーランドは軍事的支援の確約が得られ、さらに勢いがついていった。ヒトラーは遂に耐え切れず、ソ連との不可侵条約である独ソ不可侵条約が結ばれた。この中の秘密規定にはソ連とポーランドの戦争においてソ連が失った地のソ連復帰が約束されていた。
その後、一度、動員を宣言したものの、ムッソリーニを筆頭にした抗議によって一度は動員令を解除した。そしてダンツィヒ問題に関してもう一度話し合うように勧められ交渉が再開したが、英仏の支援が確約されていたポーランドはその約束を唯一の頼みの綱としてドイツとの直接交渉を行わなかった。1939年9月1日ヒトラーはポーランドに対し宣戦布告を行った。9月3日英仏両国もドイツへ宣戦を布告、ここに第二次世界大戦が勃発した。

## 国際情勢

### ヴェルサイユ体制

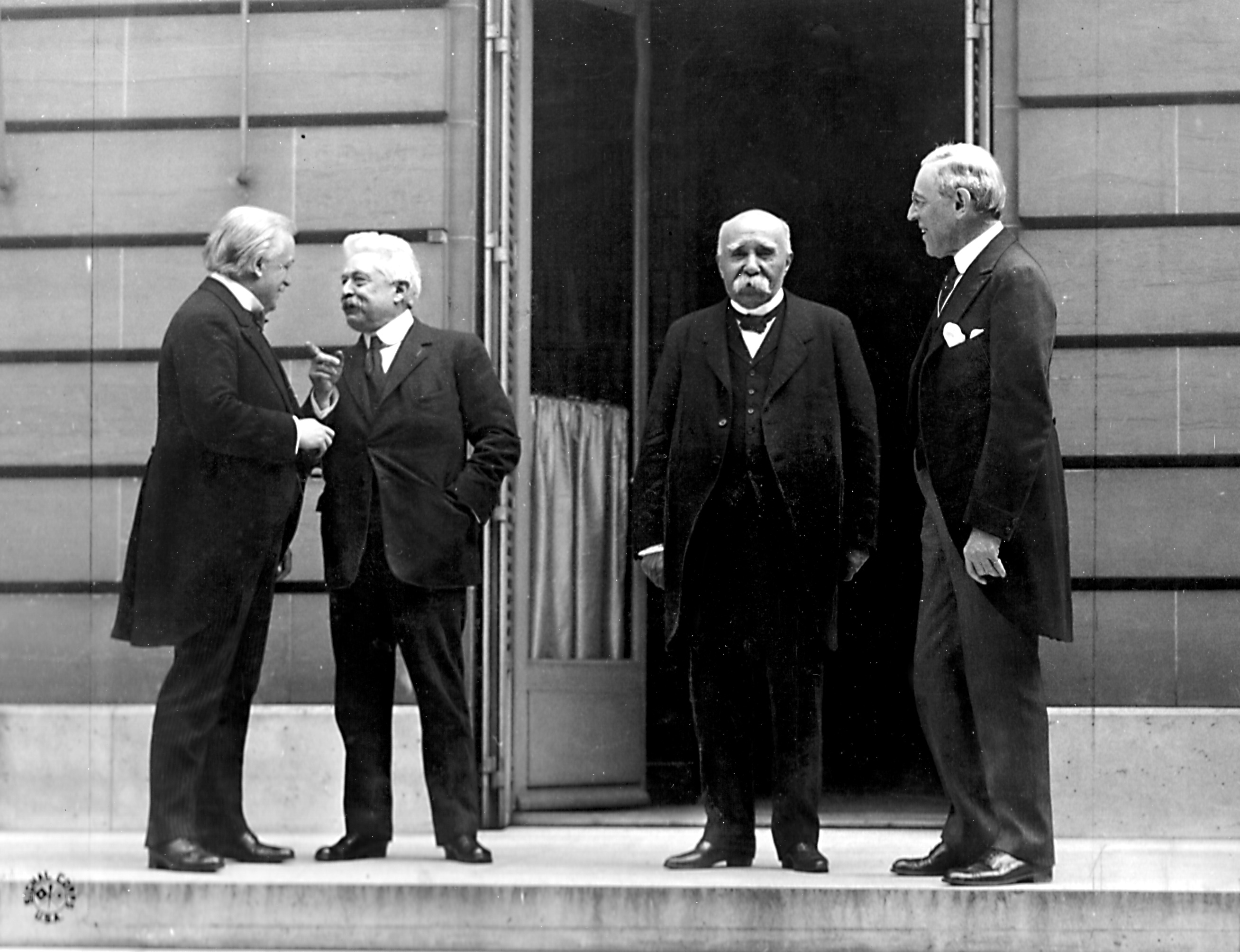
パリ講和会議における各国首脳、左からロイド・ジョージ（イギリス）、ヴィットーリオ・エマヌエーレ・オルランド（イタリア）、ジョルジュ・クレマンソー（フランス）、ウッドロウ・ウィルソン（アメリカ）

第一次世界大戦後の世界情勢では、アメリカ大統領のウッドロウ・ウィルソンが提唱した十四か条の平和原則に基づいて1919年にパリ講和会議が開かれた。提唱国の日本とアメリカ、イギリス、イタリアと開催地のフランスの首脳を含む第一次世界大戦の戦勝国の代表団が参加し、参加国間でヴェルサイユ条約が締結され、翌年国際連盟を設立することを謳った「ヴェルサイユ体制」が成立した。翌年、国際連盟が設立されたが、肝心のアメリカが議会の反対とヨーロッパの情勢の影響を受けることを嫌ったため参加せず、ソビエト連邦とドイツが敗戦国であるために除外されていた。
パリ講和会議における「民族自決主義」は不貫徹なものであったとはいえ、国際法の一部となった。ヨーロッパ地域では、ハンガリー、チェコスロヴァキア、ユーゴスラビア、ポーランド、フィンランド、エストニア、ラトビア、リトアニアはこの時に独立を認められた。アジア・アフリカ地域では、イギリスは1921年に長年支配下にあったイランを、1922年にエジプトを独立させている。このことからヴェルサイユ体制は単なる列強の論理の具現ではないと言える。
ただ、旧ドイツ植民地及びオスマン帝国の領土を委任統治の名の下、事実上、保護国化したことに加え、国境線は人為的なものであったことから、第一次大戦以降の民族問題は、より複雑で錯綜したものとなった。実際、イギリスとフランスはサイクス・ピコ協定に基づき、オスマン帝国の領土を二分した。シリアとレバノンはフランスの委任統治領となり、イラク、トランスヨルダン、パレスティナはイギリスの委任統治領となった。また、南西アフリカ（現在のナミビア）は、南アフリカ連邦の委任統治領へ、南洋諸島は、日本とオーストラリアの委任統治領となった。
また、戦後英仏から戦争責任を問われ報復の対象となったドイツは敗戦国の中でも特に巨額の賠償金を課せられたうえ軍備を制限されすべての植民地が没収された。このためドイツでは社会不安によるインフレーションを招いた。

### 新たな植民地獲得
第一次世界大戦のヨーロッパの戦勝国は、国土が戦火に見舞われなかったアメリカに対し多額の債務を抱えることになった。その後債権国のアメリカは未曾有の好景気に沸いたものの、1929年10月にニューヨークのウォール街における株価大暴落から始まった世界恐慌は、ヨーロッパや日本にもまたたくまに波及し、社会主義国であるソビエト連邦を除く主要資本主義国の経済に大きな打撃を与えた。
この世界恐慌を打開するため、植民地を持つ大国は自国と植民地による排他的な経済圏いわゆるブロック経済を作り、植民地を持たない（もしくはわずかしか持たない）国々は新たな植民地を求めるべく近隣諸国に進出していった。例として、前者はイギリスのスターリング・ブロック、フランスのフラン・ブロックである。後者は1930年代の日本による中国大陸での権益確保と事実上の傀儡政権である満洲国の設立、イタリア王国によるエチオピアの侵略やドイツによるオーストリアの無血占領（併合）が挙げられる。また、後者においては、経済の停滞による政情不安によりファシズム的思想の浸透やそれにともなう軍部の台頭がみられた他、この時期における人種差別的志向の台頭が顕著なものとなった。

### 石油資源を巡る思惑

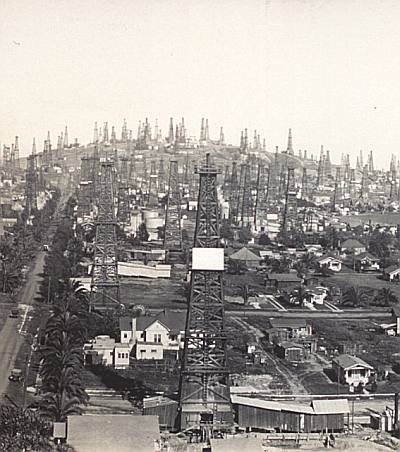
アメリカ、カリフォルニア州の油田

第一次世界大戦で本格化した飛行機の戦争利用、塹壕戦を打ち破る戦車等新兵器の開発は内燃機関の発達と共に急速に進展した。又、従来石炭を用いていた部分も多かった軍艦も重油を使用するようになった。兵器の進化によって軍隊は石油なしには成立しない状況になったといえる。
これまでの国力を測る人口や工業力にとどまらず、石油資源の確保は重大な問題となり、イギリスやアメリカ、オランダ等の国内外に石油資源を持つ国家がそれを外交手段として用い始めたが、ドイツ、イタリア、日本などいわゆる持たざる国家にとっては石油の備蓄と産出地の獲得が死活問題となった。そのためこれらの国々は海外に資源の確保と維持を求めた。特に日本の場合に開戦時期を決める大きな要因となった。

### 海軍軍縮の破棄
イギリスとドイツによる建艦競争は第一次世界大戦の一因ともなったが、第一次世界大戦後も各国は大規模な建造計画を推進した。しかしながら建艦競争は各国にとって経済的に大きな負担であり、海軍の軍縮は列強にとって避けることのできない問題であった。アメリカ・イギリス・日本を中心とする主力艦（戦艦・空母）に関するワシントン会議に始まり、補助艦艇に関するロンドン会議を経、各国は「海軍休日」ともいわれる日々を送った。
しかし、特にロンドン軍縮条約の結果に大きな不満を持った日本海軍では統帥権干犯問題が発生し、最終的には第2次ロンドン会議には参加することなく条約期間の終了に伴う廃棄通告で海軍休日は終わりを告げた。無条約時代となった1937年より再び建艦競争が始まった。アメリカは「第2次ヴィンソン案」により海軍力25パーセント増強、「第3次ヴィンソン案」により同11パーセント、さらに「スターク案（両洋艦隊法）」により同70パーセント増強という大規模な建艦計画を矢継ぎ早に打ち出した。
日米海軍力比は急速に悪化して昭和16年度の対米80パーセント超から昭和19年度中に同25パーセントの劣勢に陥ると予測された。軍縮条約破棄によりかえって日米の軍事バランスは悪化し、アメリカの建艦計画に追随しきれない日本海軍は深刻な危機感を抱いた。日本海軍内では、戦力バランスが完全に不利になる前に対米開戦すべきという議論が持ち上がり、太平洋戦争の開戦時期を決定する上で大きな要因の一つとなった。

## ヨーロッパ各国の情勢

1939年8月のヨーロッパの情勢

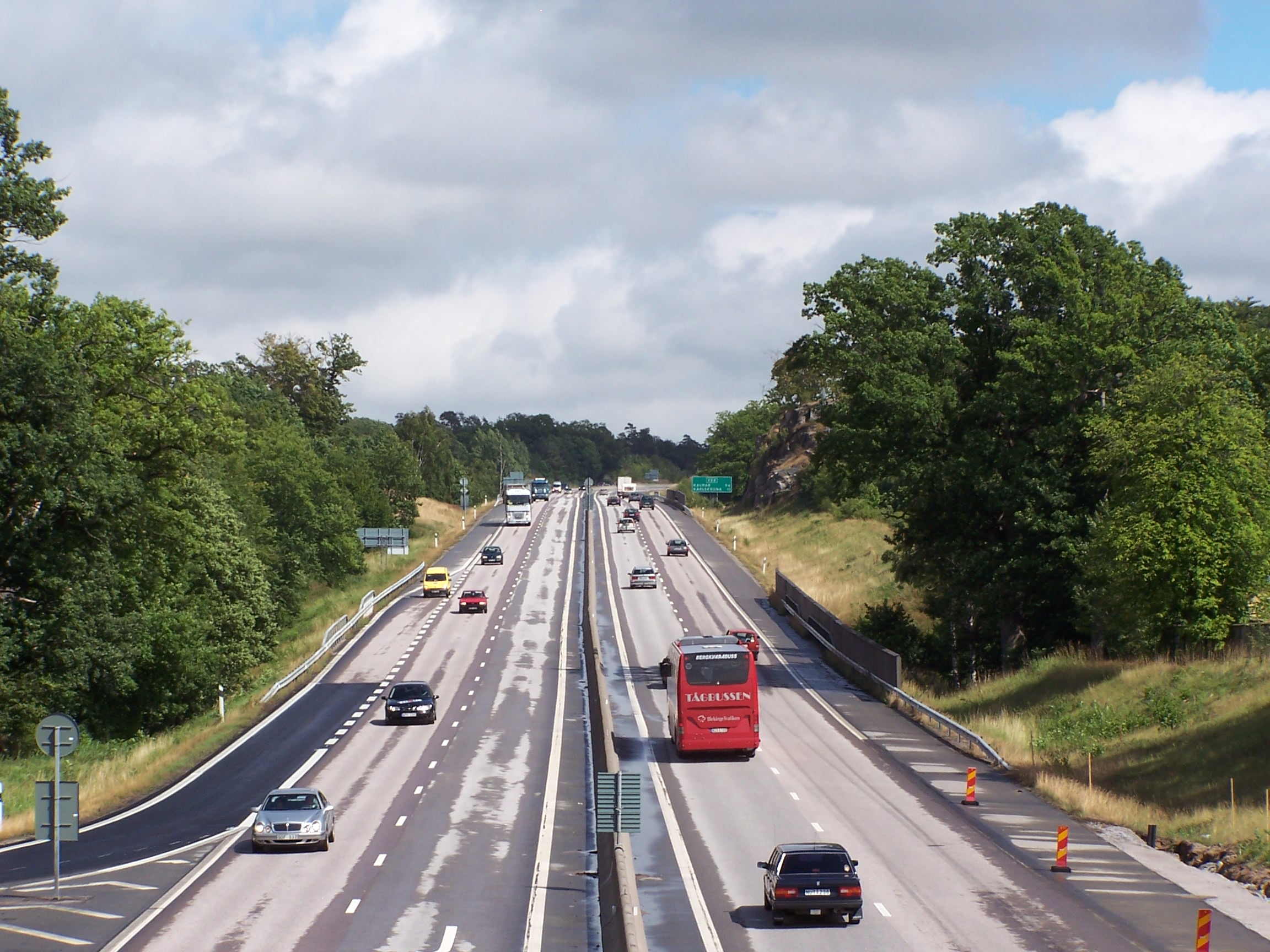
アウトバーン

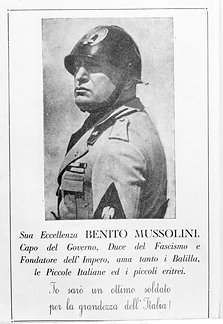
ファシスト党のプロパガンダポスター

### ドイツ
1932年に行われた選挙でアドルフ・ヒトラー率いる国家社会主義ドイツ労働者党（ナチ党）は第1党の地位を獲得し、そして1933年1月ヒトラー内閣が成立、2月のドイツ国会議事堂放火事件で共産党勢力の駆逐に成功すると、翌3月には全権委任法を制定、ヴァイマル憲法を停止させた。ヒンデンブルク大統領亡き後、ヒトラーは国家元首（総統）となり完全に権力を掌握した（ナチ党の権力掌握）。ヒトラーはナチスによる画一的な全体主義国家の建設を推進し（強制的同一化）、軍事国家を構築していった。経済的には秘密裏に押し進めた軍備増強と、国内の失業者を救済するための公共事業で需要を喚起することにより、経済回復に成功している。しかしこの経済回復もヒトラーにとっては軍再建のためのものにすぎなかった。ヒトラーは『我が闘争』にあるようにヨーロッパにおける地続きの領土がドイツ民族を養うために必要だと主張しており（東方生存圏）、1937年11月5日の総統官邸秘密会議でもその意見を強調している（ホスバッハ覚書）。
1933年には世界軍縮会議と国際連盟を脱退している。1935年にはヴェルサイユ条約の軍事条項を破棄して徴兵制を施行し（ドイツ再軍備宣言）、1936年にはヴェルサイユ条約で軍隊の駐留が禁止されていたラインラント地方に軍隊を駐留させた（ラインラント進駐）。同年、国際連盟を脱退したイタリアとの関係を強化した。この関係は『ベルリン-ローマ枢軸』と称され、後の枢軸国の由来となった。また同様に国際連盟を脱退していた日本との間にも防共協定を結んだ。その後これらの3国の関係は日独伊三国同盟に発展することになる。
また、ヒトラーは民族自決主義を唱えて周辺諸国内のドイツ民族居住地域の併合政策を推しすすめた。手始めに1938年にドイツはオーストリアを軍事的恫喝を背景に無血併合（アンシュルス）した。次いで、ドイツ民族による政治運動が高まっていたチェコスロバキアのズデーテン地方に狙いを定めた。この問題を調整するために開催されたミュンヘン会談でネヴィル・チェンバレン英首相やエドゥアール・ダラディエ仏首相はドイツによる要求が最終的なものであることに妥協し、譲歩を行ったが（宥和政策）、ドイツの要求はそれではとどまらず、ドイツはズデーテン地方を獲得、チェコを保護国にした（ナチス・ドイツによるチェコスロバキア解体）。1939年にはヴェルサイユ条約によりポーランドに割譲されたポーランド回廊の回復に手をつけるためにドイツ・ポーランド不可侵条約を破棄し、反共のナチス・ドイツとは本来相容れないはずであったソビエト連邦と独ソ不可侵条約を締結した。

### イタリア
第一次世界大戦においてイタリアは宿願であった未回収のイタリアと呼ばれる地域の回復を狙って連合国側に参戦した。しかしダルマチアのすべてを獲得することは出来なかったため、イタリアはヴェルサイユ条約に調印せず退席した。国民からは「名誉無き戦勝」と呼ばれ、詩人のガブリエーレ・ダンヌンツィオがフィウーメを武力で占領する事件が起こるなど、不満が鬱積していた。
戦後急速に経済が悪化し、右派、左派を問わず様々な政治勢力が主導権を握るべく対立し政情不安に陥っていた。その後ベニート・ムッソリーニ率いるファシスト党がローマ進軍により権力を得て、反対勢力を排斥していくのに長くはかからなかった。また、元首であるヴィットーリオ・エマヌエーレ3世は、ムッソリーニの政権奪取よりムッソリーニとファシスト党に対し友好的な態度を取り続けていただけでなく、積極的にその統治に協力していた。
当初イタリアとドイツの関係はオーストリア問題をめぐって、ムッソリーニの友人であるドルフース将軍がナチスによって暗殺されたことやムッソリーニ本人がヒトラーの人間性を軽蔑していた事などにより良好な関係ではなかった。しかし1935年にストレーザ戦線が成立して２ヶ月で崩壊するなど、イギリスの宥和政策とフランスの対独強硬政策による足並みの乱れがイタリアの英仏に対する不信感を生み、イタリア領ソマリランドに隣接するエチオピア帝国への侵攻によって第二次エチオピア戦争が開始されたことによりイタリアが国際連盟を脱退したことが、同様に脱退したドイツと接近するきっかけとなった。
1936年10月に二国間でいくばくかの合意が行われた。この時ムッソリーニは「ベルリン・ローマ枢軸」の成立を唱えたが、実質的な条約は結ばれていなかった。しかしその後も日独伊防共協定、1939年5月22日の鋼鉄協約の締結などで両国の関係は強化されていった。その一方イタリアは戦争に積極的ではなく、第二次世界大戦勃発は、ムッソリーニにとっては誤算だった。そのためイギリスと根気強く交渉を続けていたが、1939年9月1日のヒトラーのポーランド侵攻がきっかけとなり米英との交渉は決裂、ムッソリーニは更に枢軸関係強化へと傾倒していく。

### ローマ教皇庁（後のバチカン市国）
1861年のイタリア王国成立以来教皇領を失ったローマ教皇庁は、世俗国家からの宗教国家への脱皮を打ち出してきた。第1次世界大戦後の『ヴェルサイユ体制』に関しては「平和のようなもの」（ピウス11世）と批判的であった。ムッソリーニ政権が誕生するとラテラノ条約を結び長年の対立を解消、バチカン市国となった。主権国家となった教皇庁は各国との外交を活発に行う一方、社会主義政権を非難する一方でドイツ中央党を通じてドイツのナチス党に接近した。そしてドイツ国内のカトリックの保護とカトリック信徒のナチスの忠誠を認めるライヒスコンコルダートが締結されることになる。その後ナチスがユダヤ人などに対する人種差別政策を行うとそれを非難した。
日本の皇太子裕仁親王がバチカンを訪れた際にはそれを歓迎し、日本との国交樹立を模索したが、日本国内での「キリスト教アレルギー」の世論のなかで立ち消えとなった。なお、日本は1942年に昭和天皇の判断でバチカンと国交を結ぶことになる（『昭和天皇独白録』）。

### オーストリア
1930年代に首相の地位にあったキリスト教社会党のエンゲルベルト・ドルフースは隣国ドイツの影響で急速に浸透してきたナチスを強く軽蔑していた。彼はオーストリアこそが真のドイツの中心であると考えていた。このため、国内では極右組織の護国団と手を組んで社会民主党やナチス勢力と対峙させ、対外的にはイタリアのムッソリーニと同盟を結んでナチス・ドイツの南下を防止しようとした。1934年、彼は1934年の内乱を起こして社会民主党を禁止してオーストロ・ファシズムと呼ばれる神聖ローマ帝国を範とした独自の独裁体制を樹立した。社会民主党の状況を目の当たりにしたオーストリア・ナチスは危機感を抱き、1935年にクーデターを起こしてドルフースの暗殺には成功したが、政権奪取そのものには失敗した。
後継者のクルト・シュシュニックは、ドルフースの路線を継承したが、今度はヒトラーが直接シューシュニクに圧力をかけてナチスからの閣僚入閣と護国団の排除を行わせた。1938年にシューシュニクが国家の独立存続の是非を問う国民投票を行う決定をすると、ヒトラーは極秘にムッソリーニの了解を得ると軍隊をオーストリアに侵攻させ、首都ウィーンを占領してシューシュニクを逮捕した。ヒトラーは直ちにウィーンに乗り込んでドイツ軍を背景に組閣したオーストリア・ナチスの領袖ザイス＝インクヴァルト新首相と併合条約を結んだ（アンシュルス）。

### チェコスロバキア
第一次世界大戦中に出現した新国家であるチェコスロバキアは、ボヘミア、モラビア、スロバキア、カルパティア・ルテニアの各地域を統治していた。しかし領土のうちズデーテン地方にはドイツ人が多数居住し、ドイツとの間に紛争をかかえていた。また、ポーランドとはテッシェン、ハンガリーとはスロバキア、カルパティア・ルテニアの領有権を巡る争いがあった。このためチェコスロバキアは周辺諸国から孤立していた。チェコスロバキアはユーゴスラビア王国、ルーマニア王国と小協商を結成、さらにフランスと連携して対抗しようとした。
ドイツにナチス政権が誕生するとズデーテン問題は顕在化しミュンヘン会談が開かれる。これによりズデーテン地方をドイツに割譲することと、その他の係争地の割譲協議が定められた。チェコスロバキア国内の民族運動は激しくなり、ドイツによるボヘミア・モラビア併合、スロバキアの独立、ハンガリー・ポーランドへの領土編入を招くことになった。

### スペイン
1936年に勃発したスペイン内戦では、ファシズムのドイツとイタリアがフランシスコ・フランコ・バハモンデ率いる反乱側に航空機や戦車などをはじめとする最新兵器を貸与するなど積極的に物資的支援を行い、また反ファシズムであるマヌエル・アサーニャ大統領率いる共和派の人民戦線をソビエト連邦が支援したことで、同内戦は第二次世界大戦で使用されることになる兵器の実験場の様相を呈した。共和政府には世界中から義勇兵が参加したが、最終的にはフランコ率いる反乱軍が勝利した。

### フランス
フランスは第一次世界大戦の戦勝国であったものの、西部戦線の主戦場となったため国土は荒廃し甚大な損害を出した。そのためその総てをドイツに賠償金として負わせようとした。また中東欧においてはチェコスロバキア、ユーゴスラビア、ルーマニアと小協商を成立させ、ドイツやハンガリーを牽制しようとした。さらには普仏戦争によって失われたアルザス＝ロレーヌにとどまらず、1923年にはルール地方にもベルギーとともに進駐した。
1936年にはレオン・ブルム人民戦線内閣が成立した。ブルムは大規模な公共事業を行う一方、軍事産業にも多くの予算を投入して国防を充実させつつ不況からの脱出を図った他、労働運動の急進化を牽制しつつ、週40時間労働制、2週間の有給休暇制といった労働政策の充実を進めた。しかし、これらの政策は不況脱出につながらなかった上、その後は政治的混迷期が続き、隣国スペインで行われた内戦など、再度戦争の足音がヨーロッパを覆って来たにも拘らず本格的な戦争への準備はなされないままであった。

### イギリス
第一次世界大戦の戦勝国であるものの莫大な戦費の負担や植民地の独立、もしくは独立運動の激化などで痛手を負ったイギリスは、その反動で国民は平和の継続を求め、また圧力を強めつつあった共産主義およびソビエト連邦にドイツが対抗することを期待して、ナチスが政権を握り、軍備拡張政策を取るドイツに対しては宥和政策を取ることに終始していた。
また、イギリスは海軍力が制限されることを前提として1935年3月のドイツ再軍備を黙認し、同年5月には英独海軍協定（en:Anglo-German Naval Agreement）を結んだことで、事実上再軍備とヴェルサイユ体制の崩壊を容認した。その後、ミュンヘン会談においてのナチス・ドイツの要求を最終的なものとしてヨーロッパの平和を維持したとおもわれたが、ナチス・ドイツによるポーランドへの要求を目の当たりにし、宥和政策による平和維持は崩壊した。軍備拡張や領土拡大を続けるナチス・ドイツを危険視するようになったイギリスとフランスはポーランドとの相互援助条約を締結しナチス・ドイツ拡張の阻止を表明した。
フランス降伏原因のひとつとしてイギリスの反戦主義と行き過ぎた宥和政策があげられる。イギリスやフランスは第一次世界大戦の損害を教訓に、戦争を回避することに尽力した。結果的にミュンヘン会談にてチェコスロバキアの国家主権は踏みにじられ、ドイツの拡大を増長した。会談からイギリスに帰国したチェンバレンは戦争を回避した英雄としてメディアに報道された。チャーチルは著書『第二次世界大戦回顧録』のなかで、「第二次世界大戦は防ぐことができた。宥和策ではなく、早い段階でヒトラーを叩き潰していれば、その後のホロコーストもなかっただろう。」と述べている。ただ、当時のドイツの外交方針としては東進を掲げ反共的な態度をとり、少なくとも英仏には手を出さないということとなっていた。（例として、ドイツはイギリスに対し多くの譲歩を行っていた。それ以外にフランス国境にはジークフリート線を構築し、攻め入る意思はないことを強調していた。）そのほかリッペントロップ外相はハミルトン・フィッシュとの会談で、イギリスの囲い込み政策の以前はポーランド問題も当事者どうして合意ができていた。と述べていた。こともあり、第二次世界大戦の原因は一重にヒトラーのせいではないとも言われている。
戦争が勃発しドイツがポーランドに注力している間も、イギリスやフランスは長らく防衛を行うばかりでドイツに侵攻しなかった（ファニーウォー）。この背景も根強い反戦主義にあり、戦線の拡大を招いたと批判される。
作家ニコルソン・ベイカーは第二次世界大戦について責めを受けるべきはアドルフ・ヒトラーよりもウィンストン・チャーチルのように思えると2008年の著作で述べたが、Adam Kirsch はこの説を「修正主義的説明」("revisionist account")と評した。政治評論家パット・ブキャナンはヒトラーは第二次世界大戦を望んでいなかったのではないかと2009年に主張したが、この説には多くの批判が寄せられた
ただ現在ではルーズベルト大統領の工作があったのではないかともいわれている。

### ソ連

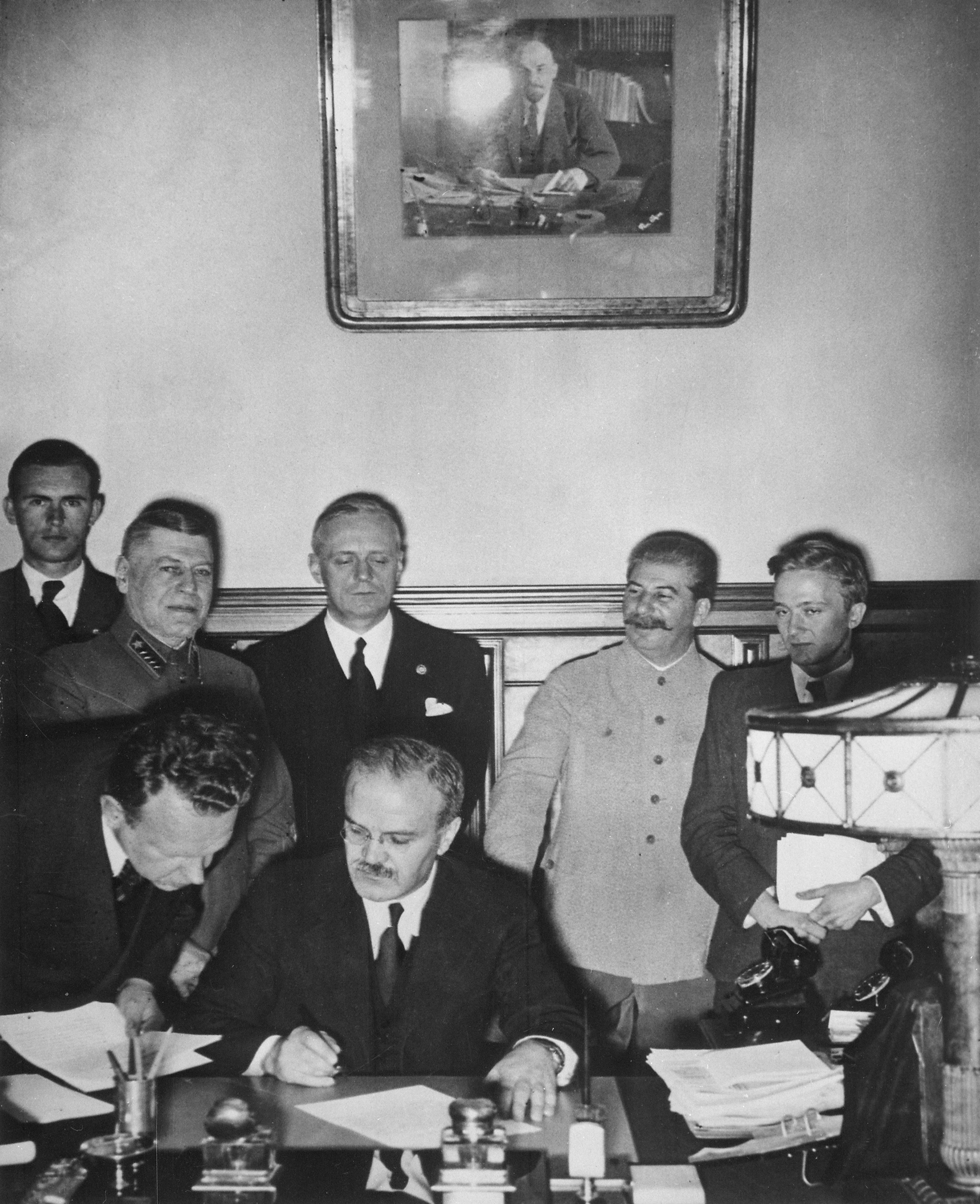
独ソ不可侵条約に調印するヴャチェスラフ・モロトフ（後列中央はヨアヒム・フォン・リッベントロップとスターリン）

ウラジーミル・レーニンの死後、独裁的な権力を握ったヨシフ・スターリンは、政敵レフ・トロツキーの国外追放を皮切りに、反対派を次々と粛清し徹底的に排除することで独裁体制を確かなものにし社会主義路線を確立した。大粛清時 には処刑や強制収容所での過酷な労働などによって、一説には1200万人以上の人が粛清された。 そのために内政は混乱し、ミハイル・トゥハチェフスキーら有力な赤軍指導者の多くが粛清され軍備が疲弊していたこともあり、他国との軍事衝突に対しては消極的であった。
そのような状況下でスターリンは、軍事強国であるドイツとの対立を回避しながらポーランドやバルト3国、フィンランドなどを手に入れるために、「天敵」とまで言われたドイツのヒトラーと1939年8月23日に独ソ不可侵条約を結び世界を驚かせた。

### ポーランド
第一次世界大戦の結果として再び国土を回復したポーランドは、ユゼフ・ピウスツキの指導の元新たな国家建設を進めていた。ドイツとソ連という二大大国の間につくられた緩衝地帯の一つとして重要な場所に存在したが、バルト海への土地を確保するためにドイツを分割してしまう立場となった。また、国内にも多くのドイツ人をかかえることとなった。このことはドイツにとって領土獲得への口実を生み出させた。1939年にナチス・ドイツから領土問題を含めるさまざまな圧力が加えられ、同年8月25日にイギリス・フランスに対して相互援助条約を締結した。後年判明するのであるが、1939年にドイツとソ連の間で締結された独ソ不可侵条約の付属秘密議定書での取り決めによって、ポーランドの分割が合意されていた。

### ハンガリー
第一次世界大戦でハプスブルク帝国が崩壊し、ハンガリーはオーストリアから分離してマジャル人が主体の王国を成立させた。トリアノン条約により新たなハンガリー国家の領土はハンガリー王国の歴史的地域より縮小し、マジャル人が住民の多数を占める地域がルーマニア王国（トランシルヴァニア地方）やセルボ・クロアート・スロヴェーヌ王国（その後のユーゴスラビア王国、ヴォイヴォディナ地方）に割譲された事は、ハンガリー国民にヴェルサイユ体制への不満を抱かせた。1920年から摂政として国王不在のハンガリー王国を統治したホルティ・ミクローシュは旧領の奪回を目論み、ヴェルサイユ体制の打破で利害が一致するドイツに接近した。

### スイス
1920年5月の国民投票の結果、スイスは、国際連盟に加入していたが、集団安全保障の理念に基づく国際平和の維持を試みた国際連盟の試みは、1933年のドイツと日本による脱退で破綻した。さらに1934年のソ連の加盟は、スイスに国際連盟への不信感を植え付けた。1918年以降、スイスと共産党率いるソ連の関係は険悪だったからである。
また、1935年のイタリアによるエチオピア侵略は、スイスにとって悩みの種を増やした。国際連盟はイタリアへの経済制裁を決定したが、スイスは自分の首を絞めかねない経済制裁に参加を拒否し続けた。
1937年のイタリアの国際連盟脱退は、スイスの立場が決定的に苦しいものとなった。スイスにとって国際連盟にとどまり続けることは中立の立場が失われることになりかねないことを意味した。1939年5月、国際連盟に対して、「絶対中立」への回帰を承認させた。このような情勢の中、第二次世界大戦を迎えることとなる。

## アジア各国の情勢

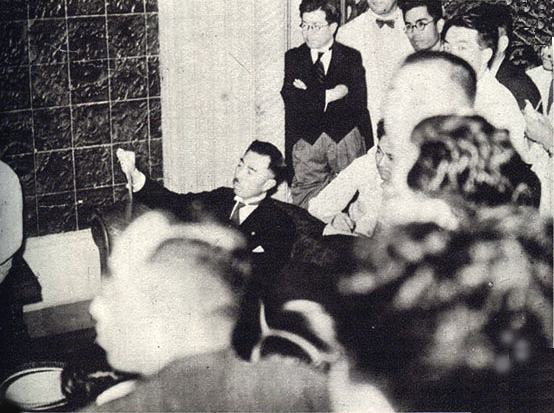
近衛文麿首相

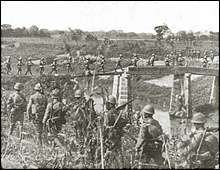
上海北部を行軍する日本軍

### 日本
第一次大戦（日独戦争）の勝利により、日本は山東半島の旧ドイツ権益を獲得したが、それを話し合ったパリ講和会議では、中国大陸の門戸開放政策を主張する米国と対立（また日本は欧米に対し、人種差別撤廃要求をしたことで米英と対立）した。また、シベリア出兵における日本の積極的な軍事行動へ不信感を持った列強諸国との中国大陸における利権の対立などから、日英同盟を望まない米国の思惑、人種差別撤廃要求を破棄された日本の欧米への不信感、日英双方国内での日英同盟更新反対論などを背景に、ワシントン会議が開催され、日英同盟が解消。また山東還付条約により中国大陸での見込み権益を失った日本政府は、起訴便宜主義を法制化した。ここから日本は列強国と徐々に離れて行き、孤立しはじめていく。
日本国内では第一次世界大戦の戦勝国として民主化（大正デモクラシー）と英米との協調外交とを指向していたが、第一次世界大戦が終結しまもなくヨーロッパ経済が平穏を取り戻すと、戦勝国であり同じく国土に直接的な被害を受けなかったアメリカと同様に、戦争特需による好景気を謳歌していた日本の経済はまもなく不況 に陥り、さらに世界恐慌がそれに拍車をかける事となった。1923年には関東大震災に乗じ、議会が反対していた法案が勅令治安維持令として発布された。法曹の国粋主義団体としては1924年には国本社が発足し、また弁護士団体の東京弁護士会が分裂し、帝国弁護士会などが発足した。
工業の後進性から欧米とは対等な市場競争が難しい日本は、自由貿易だけでは利益を確保できなかった。例えば、軍服縫製用の高級ミシン糸の購入先は、イギリスの紡績企業だった。また、昭和恐慌下で地方・農村部の疲弊が進んだ。しかし、「憲政の常道」の原則の下で政党間の対立に明け暮れ、政治腐敗のはびこる国内の政党政治はこれら内外の諸問題へ十分な対処を行うことができず、国民の信用を失いつつあった。
1931年に関東軍の独断による柳条湖事件を契機に満洲事変が勃発し、1932年に傀儡国家満洲国を成立させると国内世論は軍部を熱狂的に支持。日本の大陸の利権拡大を良しとしない列強国との対立から、ついに1933年には国際連盟及び国際労働機関を脱退。1934年には帝国弁護士会がワシントン海軍軍縮条約の破棄を求める声明を発表し、これも脱退を通告。1936年にはロンドン海軍軍縮条約からの脱退を通告。これ以後は海軍軍縮についての条約は実質的に失効し、世界は制限なき軍艦建造競争の時代に突入していった。
さらにロンドン海軍軍縮会議に端を発した統帥権干犯問題の再燃、1932年に海軍将校らが犬養毅首相を射殺した五・一五事件、1936年に皇道派の青年将校が斎藤実内大臣と高橋蔵相を射殺した二・二六事件が起こり、政党内閣は終焉に至り、軍部の支配が確立した。むしろナチス・ドイツ思想を喧伝していたのは、司法省でもあった。
1937年には盧溝橋事件をきっかけとして日中戦争（支那事変・日華事変）が勃発。第二次上海事変以降華中にも飛び火し日本政府の予想とは別に発展していった。「支那事変」は、この後事変と呼べないほどに戦闘は激化し軍部の予想さえも外れて短期間での収拾が見込めなくなった。結果、近衛文麿内閣は1940年に東京で国際博覧会と同時に開催される予定だった東京オリンピックの開催権を1938年7月15日の閣議決定により返上するなど、軍部の要求から国民総動員で臨戦体制を固めてゆく。
1939年9月のドイツのポーランド侵攻後、1940年中頃には同盟国のドイツ軍がフランス全土を占領したことに伴い、日本軍はフランス領インドシナへ進駐したものの、この進駐にアメリカやイギリス、さらに本国をフランスと同じくドイツに占領されたオランダなどが反発し、これらの国々と日本の関係は日に日に険悪さを増していき、ABCD包囲網による経済制裁を受けて外征を志向。軍部には北進論と南進論が存在したが、1939年にソ連との間で発生したノモンハン事件で苦戦し北進論は劣勢となる。1941年4月、ドイツの対ソ侵攻計画を予見してこれに対抗するため日本に急接近していたソビエト連邦に対し、日本政府は日ソ中立条約を締結する。

### 満洲国

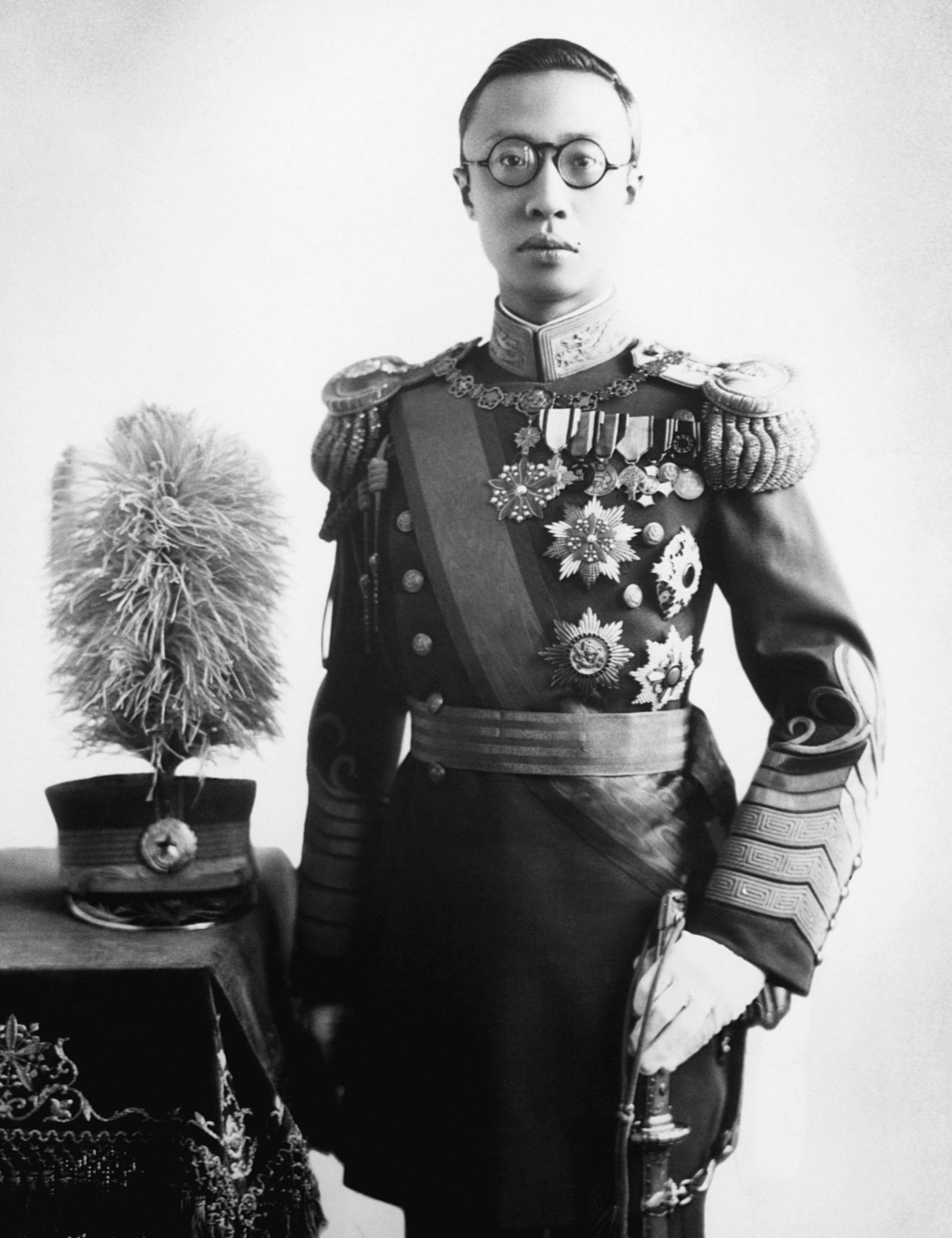
満洲国皇帝の愛新覚羅溥儀

満洲において日本は1906年に国策会社である南満洲鉄道を設立し、これ以降日本は中国大陸の北部（満洲）における権益を急速に固めることになる。その後、1931年に勃発した満洲事変などのそれまでの軍事行動の結果として、中国大陸北部を中心とする土地をさらに占領し、1932年には元首として清朝の愛新覚羅溥儀を執政 とした満洲国を建国していた。
上記のような日本の行動に抗議する中華民国は国際連盟に提訴し、国際連盟はイギリスの第2代リットン伯爵ヴィクター・ブルワー＝リットンを団長にするリットン調査団を派遣する。当時、蔣介石率いる中華民国は度重なる内戦により治安が悪く、緩衝材としての満洲国の必要性があることからリットンは日本の満洲における特殊権益は認めたが、満洲事変は正当防衛には当たらず、形だけでも満洲を中華民国に返すように報告書に記した。
その後1933年2月に行われた国際連盟特別総会においてリットン報告書（対日勧告案）が採決され、賛成42、反対1（日本）、棄権1（シャム）の賛成多数で可決された。可決の直後、松岡洋右日本全権は「このような勧告は受けいれることができず、もはや日本政府は国際連盟と協力する努力の限界に達した」と表明し、その場を退席した。松岡は帰国後国民の盛大な歓迎を受けた。その後日本は国際連盟を離脱し、1936年には日独防共協定をドイツとの間に結ぶなどイギリスやアメリカなどと対決する姿勢を鮮明にしてゆく。

### 中華民国

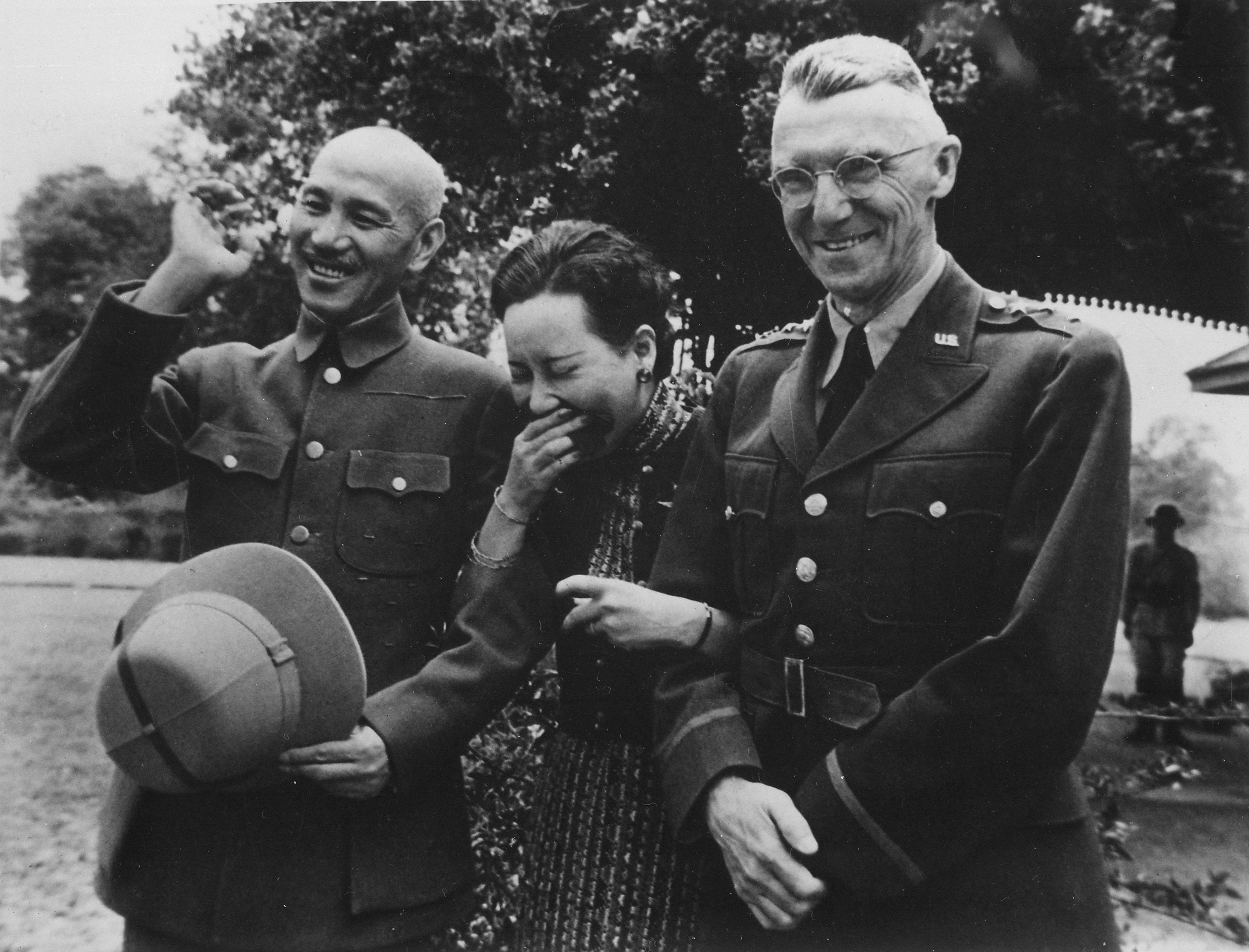
中華民国の蔣介石と宋美齢、アメリカ陸軍のスティルウェル准将

1937年に始まった日中戦争における日本軍との戦いに苦戦していた中国国民党の蔣介石率いる中華民国は、日本軍に対抗するために、内戦状態にあった中国共産党とともに抗日民族統一戦線である国共合作（第二次国共合作）を1937年に構築する。
また、蔣介石とそのスポークスマン的存在であった妻の宋美齢は、日本の中国大陸における軍事行動に対して懸念を示していたアメリカと急速に接近した。その後中華民国軍において空軍の教官およびアドバイザーを務めていたアメリカ陸軍航空隊のクレア・リー・シェンノート大尉は、日本の航空戦力に対抗するための「アメリカ合衆国義勇軍」を設立する際、蔣介石と親しく親中的な考えを持っていたフランクリン・ルーズベルト大統領がこれを公認、支援した（詳細はフライング・タイガースを参照）。

### 南京国民政府
日中戦争の勃発に伴い、日本との徹底抗戦を主張する中華民国の蔣介石に対して、日本の近衛文麿首相は「爾後國民政府ヲ對手トセズ」とした近衛声明を出し、自ら和平の道を閉ざした。その為に日本は蔣介石に代わる新たな交渉相手を求め、日本との平和交渉の道を探っていた汪兆銘を擁立することとした。そして、汪兆銘は日本の力を背景として、北京の中華民国臨時政府や南京の中華民国維新政府などを集結し、蔣介石とは別個の「国民政府」である「南京国民政府」を1940年に設立し、日本との協力体制を築いた。

### タイ

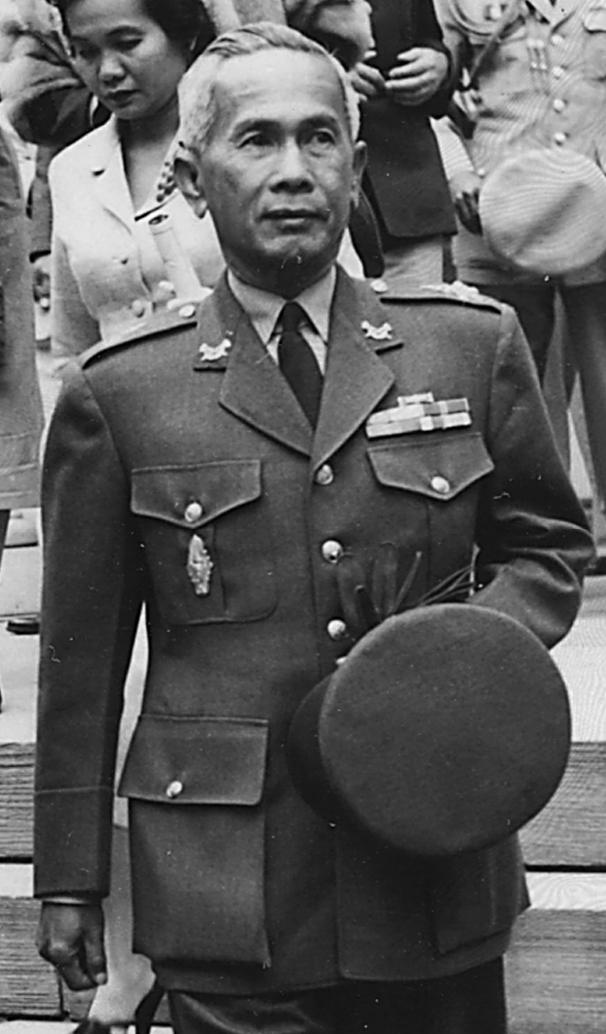
プレーク・ピブーンソンクラーム首相

これまで欧米列強の圧力に屈すことなく独立を堅持していたタイ王国は、フランス保護領のラオス王国の主権やカンボジア王国のバッタンバン、シエムリアプ両州の返還を以前からフランスに求めていたが、1940年6月にプレーク・ピブーンソンクラーム首相は日本とフランスとの間に相互不可侵条約を締結し、中立政策を取った。
しかし、まもなくドイツがフランスを占領し親独政権であるヴィシー政権が成立すると、ヴィシー政権と同じく親独政策を取る日本軍がヴィシー政権下のラオスとカンボジアに進駐すれば、フランスに対する領土返還要求を実現することが不可能になると見て、9月にはラオスとカンボジアに対する攻撃を加え始めた。1941年1月にはシャム湾でもタイ海軍とフランス海軍の軽巡洋艦が交戦する事件が発生し、これを見た日本は5月に泰仏両国の間に立って居中調停を行い、フランスにラオスのメコン右岸、チャンパサク地方、カンボジアのバッタンバン、シエムリアプ両州をタイに割譲させた。
その後、日本軍が12月8日未明の対連合諸国参戦の1時間前にイギリス領マラヤのコタバルに上陸し、マレー半島を北上してタイ南部へ進出した。このような状況下でもタイ王国は中立を堅持していたが、12月21日に日本との間に日泰攻守同盟条約を締結し、事実上枢軸国の一国となった。

### イギリス領インド

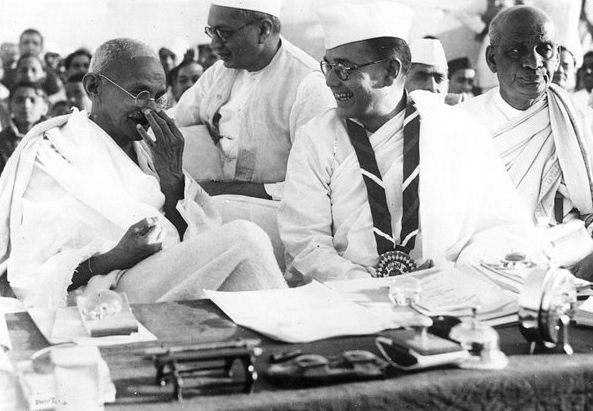
インドのスバス・チャンドラ・ボース（右、左はマハトマ・ガンディー）

イギリス領インドのスバス・チャンドラ・ボースやラス・ビハリ・ボースなど独立運動家の幾人かが、宗主国と対立する日本やドイツなどと結託する姿勢を取るなどして宗主国の政府に揺さぶりをかけ続けた。

### アメリカ領フィリピン
1898年からアメリカの植民地となっていたフィリピンは、独立へ向けた運動が活発化しており、これを受けてアメリカ議会は1934年にタイディングス・マクダフィー法で10年後のフィリピン独立を承認し、翌1935年にアメリカ自治領政府（独立準備政府、フィリピン・コモンウェルス）を発足させ、大統領としてマニュエル・ケソンを就任させた。 しかしながら完全独立に向けた具体的な方針は一向に固まらず、多くの独立運動家からは不満の声が上がっていた。

### その他のアジア諸国（植民地）
第二次世界大戦前において、日本とタイ王国、中国大陸の中華民国の支配区域を除く全てのアジア諸地域は日本とイギリス、フランス、オランダ、ポルトガルなどのヨーロッパ諸国、およびアメリカの植民地支配下に置かれており、その動向は全て宗主国の政府に握られていた。
このような状況下に置かれていたため、日本や欧米諸国の植民地下に置かれていたこれらの国々の国民や地元政府の意思は、第二次世界大戦への参戦に対しては直接的には大きな影響力を持つものとはならなかったが、欧米諸国の植民地においては、数世紀の長きに及ぶ植民地支配に対する反感に基づき、オランダ領東インドや、上記のイギリス領インド、アメリカ領フィリピンなどでは当時から独立の声が高まっており、いくつかの国では独立運動指導者による組織的な独立運動も起こっていた。

## その他の各国の情勢

### アメリカ合衆国

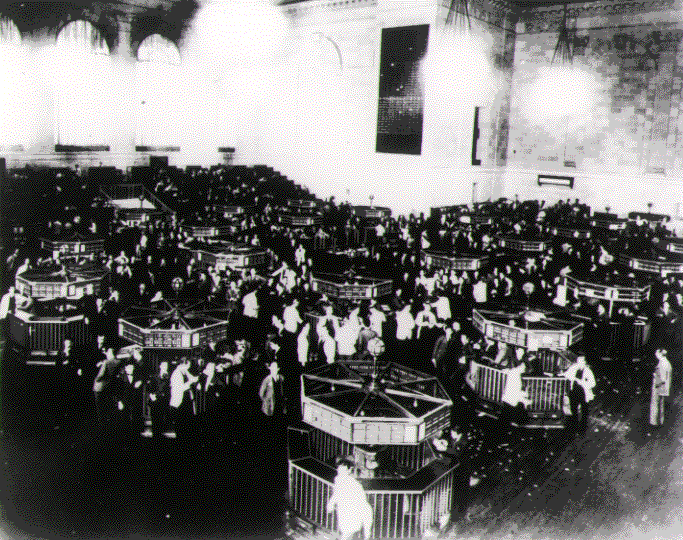
世界恐慌の最中のニューヨーク証券取引所（1929年）

第一次世界大戦の戦勝国の一国であるアメリカは、ヨーロッパが戦場となっている間に世界の工場として活動し、国土が戦火による破壊を受けなかったことにより、1920年代にはすでにイギリスに代わって世界最大の工業国としての地位を確立した。クーリッジ大統領の時期には、戦後の好景気を背景として、国内には国家財政の安定に対する絶対的な信頼と楽観主義が広がった（狂騒の20年代）。
しかし1929年、アメリカ経済は生産過剰に陥り、それに先立つ農業不況の慢性化や合理化による雇用抑制と複合して、ニューヨーク証券取引所における株価が大暴落、ヨーロッパに飛び火して世界恐慌へと発展し、資本主義諸国を中心とした世界各国に経済的・政治的混乱を広げるきっかけとなった。
また、このような状況下で、職を失い社会に対する不満が蓄積した白人によるアフリカ系や日系アメリカ人などの有色人種に対する人種差別は、州政府に半ば黙認された形で活動を行っていたクー・クラックス・クランの台頭や、排日移民法の施行などの人種差別的な政府方針に後押しされますます増加した。また排日移民法は、この法律に狙い撃ちされた日本をひどく刺激することになった。
こうした中、恐慌による経済的混乱を打開することができなかったハーバート・フーヴァーに代わり、修正資本主義に基いたニューディール政策を掲げて当選した民主党のフランクリン・D・ルーズヴェルト大統領は、公約通りテネシー川流域開発公社を設立。フーヴァー・ダム建設などの公共投資増大による内需拡大政策や農業調整法、全国産業復興法を制定し、さらに諸外国における戦争に参戦をしないことを公約の一つとして掲げ、三選をはたした。
1935年には、戦争状態にある国に対する武器輸出を禁止する中立法が設置された（孤立主義）。ただし、1937年には日中戦争が勃発したことから、大統領により、イギリス船籍の船によるアメリカ製武器の中国への輸送が許可された。
この中立法は1939年に再び緩和され、1941年3月にはレンドリース法が成立し軍事物資の提供が可能となった。8月には、アメリカ合衆国大統領のフランクリン・ルーズベルトと、イギリス首相のウィンストン・チャーチルにより、ナチスとの戦いとその後の平和的指針を示した大西洋憲章が調印され、9月にはルーズベルト大統領が「防衛を必要とする海域において」ドイツとイタリアの船を攻撃するよう命令し、10月には駆逐艦ルーベン・ジェームスがナチス・ドイツに撃沈された。

### 中央アメリカ諸国
1930年代の中央アメリカ諸国の政治動向としては、往々にしてファシズムがもてはやされ、グアテマラのホルヘ・ウビコ政権などムッソリーニに影響を受けた小物独裁者の独裁政権が多数出現した。しかし、こうした政権は1939年に戦争が始まると主要取引先だったイギリスとアメリカの顔を立てるためにファシズム色を薄め、1941年12月に日本が真珠湾攻撃を起こすと、アメリカに先立って枢軸国に宣戦布告をするような政権が殆どだった。

### 南アメリカ諸国
南アメリカ大陸においては、いまだヨーロッパ諸国や日本、アメリカなどの強国の植民地がその多くを占めるアジアやアフリカ大陸と異なり当時そのほとんどが独立国となっていたが、旧宗主国であり国民の多くを占める移民の出身元でもあるヨーロッパ諸国と経済的、政治的つながりの強い国が多かった。その中でもコロンビアやブラジル、チリなどでは航空産業や鉄鋼などの基幹分野において、ドイツ系企業やドイツ系移民が経営する企業が中心的な地位を占めていた。
しかし、1930年代に入りナチス党率いるドイツによる脅威がヨーロッパで高まる中、地理的に近いことなどから南アメリカを「自国の裏庭」と考えるアメリカは、それらのドイツ系企業に対する乗っ取りや政府による接収を行なわせることによって、それらのドイツ系企業からドイツ人を追放させ、基幹分野においてのアメリカの影響力を維持した

### アフリカ諸国
アフリカ諸国も、日本とタイ王国を除くアジア諸国と同様、全てイギリス、イタリア、フランス、スペイン、ベルギーなどのヨーロッパ諸国の植民地であり、戦前からいくつかの国で地元国民による組織的な独立運動が行なわれていたアジア諸国の植民地とは対照的に、イタリアの植民地であったエチオピアなどいくつかの国を除き、ほとんどの国で戦前には組織的な独立運動が起こらなかったこともあり、国民や地元政府の意思は第二次世界大戦への参戦に対してはなんら影響力を持つものとはならなかった。

### オーストラリア
日露戦争後の日本の興隆を目の当たりにしたイギリス連邦の自治領であるオーストラリアでは、日本を有望な市場と見る一方、軍事的な脅威であると言われるようになった。そのため日英同盟を歓迎しつつ、独自の海軍の建設を進めてきた。大恐慌以後はイギリスのブロック経済に組みこまれることになった、オーストラリアは最後の仮想敵国、日本に対して組織的な諜報活動を行う一方宥和政策を推し進めた。
さらに第一次世界大戦でドイツが敗北し、ドイツ領南洋諸島の宗主権が戦勝国の日本に移される際には、サモアやニューギニア東北部などの赤道以南の諸島は例外とされオーストラリアやニュージーランドの支配下に入った。オーストラリアはイギリスの軍事力に依存しつつ、赤道を生命線に安全保障政策を構築していった。また仮想敵国の一つドイツがなくなったため、オーストラリアの安全保障は対日本政策が中心となった。